# 재일 인도네시아인
재일 인도네시아인(일본어: 在日インドネシア人)은 일본내 무슬림계로는 최대이민자들이다. 일본 법무성 입국관리국의 2000년도 통계자료에 따르면 인도네시아 국적의 합법체류인 수는 19,346명이었고, 불법체류인은 4,947명이었다. 
그리고, 재일이란인, 재일방글라데시인, 재일파키스탄인 등의 무슬림 이민자들은 30~40세 사이가 대부분을 차지했었던 반면에, 재일인도네시아인 중 64.5%의 나이대는 20~30세 사이로 다른 무슬림계 이민자들 보다 평균적으로 젊은 것으로 나타났었다. 이 중 37%는 간토 지방에 살고 있었고, 2,175명은 도쿄도, 1,236명은 사이타마현, 1,204명은 이바라키현, 1,002명은 가나가와현, 845명은 지바현, 519명은 군마현, 244명은 도치기현, 그리고, 오사카부지역에는 대략 20%를 차지했었다.

## 같이 보기
- 일본의 민족 문제
- 재일외국인
  - 재일한국인
  - 재일중국인 / 재일대만인
  - 재일터키인
  - 재일브라질인
  - 재일몽골인
  - 재일필리핀인
  - 재일페루인
  - 재일이란인
  - 재일베트남인
  - 일본의 유대인